# Tölcséres szemölcsösgomba
A tölcséres szemölcsösgomba (Thelephora caryophyllea) a szemölcsösgombafélék családjába tartozó, Eurázsiában és Észak-Amerikában honos, fenyvesekben élő, nem ehető gombafaj. 

## Megjelenése
A tölcséres szemölcsösgomba termőteste 2-5 cm magas, vékony, lebenyszerű; a termőtestek általában 3-12 (18) cm átmérőjű, gyakran több szintes, tölcséres, spirális rozettákba állnak össze. A rozettát többnyire egy központi tönk tartja. Széle fodros, rojtos. Felső oldala vörösbarna, szürkésbarna vagy bíborbarnás, felülete sugarasan szálas, a széle fehéres. 
Termőrétege az alsó oldalon található. Színe sötét ibolyásbarna, a felső oldalánál sötétebb, felszíne sugarasan szálas.  
Húsa szívós, bőrszerű; színe barnás, lilás vagy rózsaszínes árnyalattal. Íze és szaga nem jellegzetes.
Tönkje vékony, rövid, szürkésbarna színű. 
Spórapora sötét vörösbarna. Spórája szabálytalanul szögletes-ellipszoid, felülete tüskés, mérete 6,3-8,2 x 5-7,2 µm.

### Hasonló fajok
Rokonaival, a tönk nélküli, vastagabb húsú talajlakó szemölcsösgombával vagy az erősebben behasadozó szélű virágos szemölcsösgombával lehet összetéveszteni. 

## Elterjedése és termőhelye
Eurázsiában és Észak-Amerikában és Ausztráliában honos. Magyarországon ritka.
Fenyvesekben él, általában kéttűs fenyők alatt, sokszor homokos talajon, ritkán lápos lomberdőkben él, sokszor nagy kolóniákban. Augusztustól októberig terem.

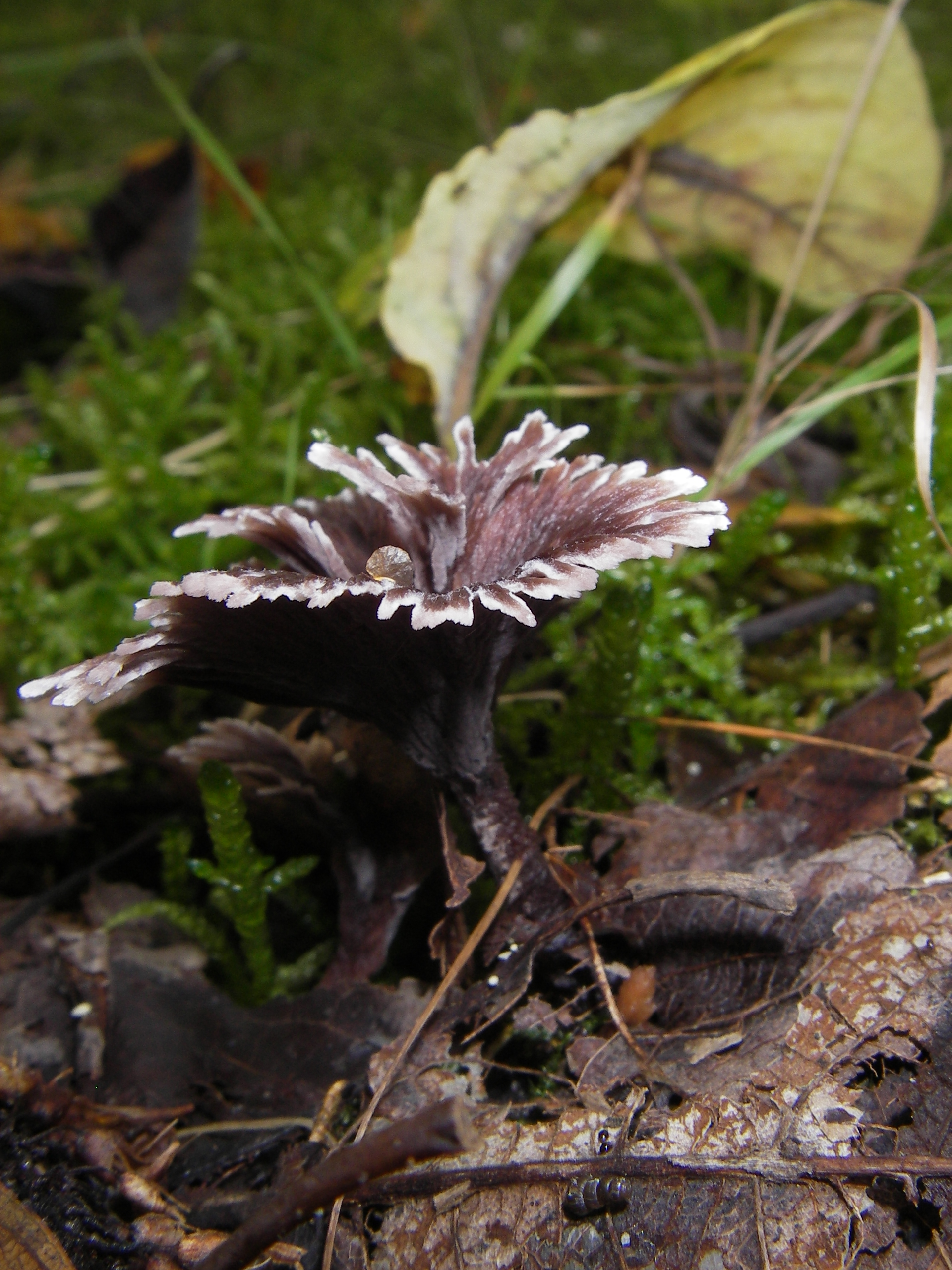
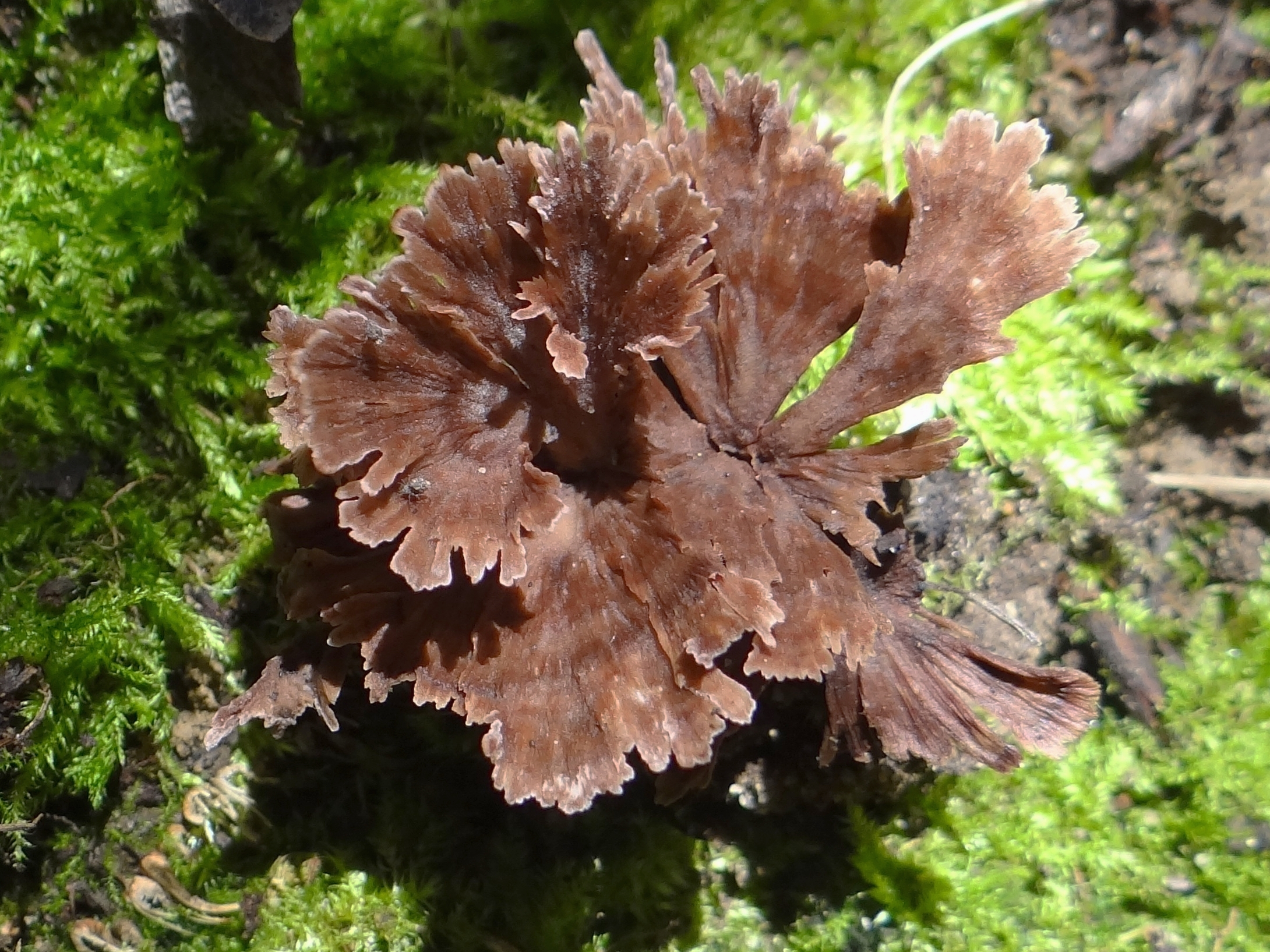
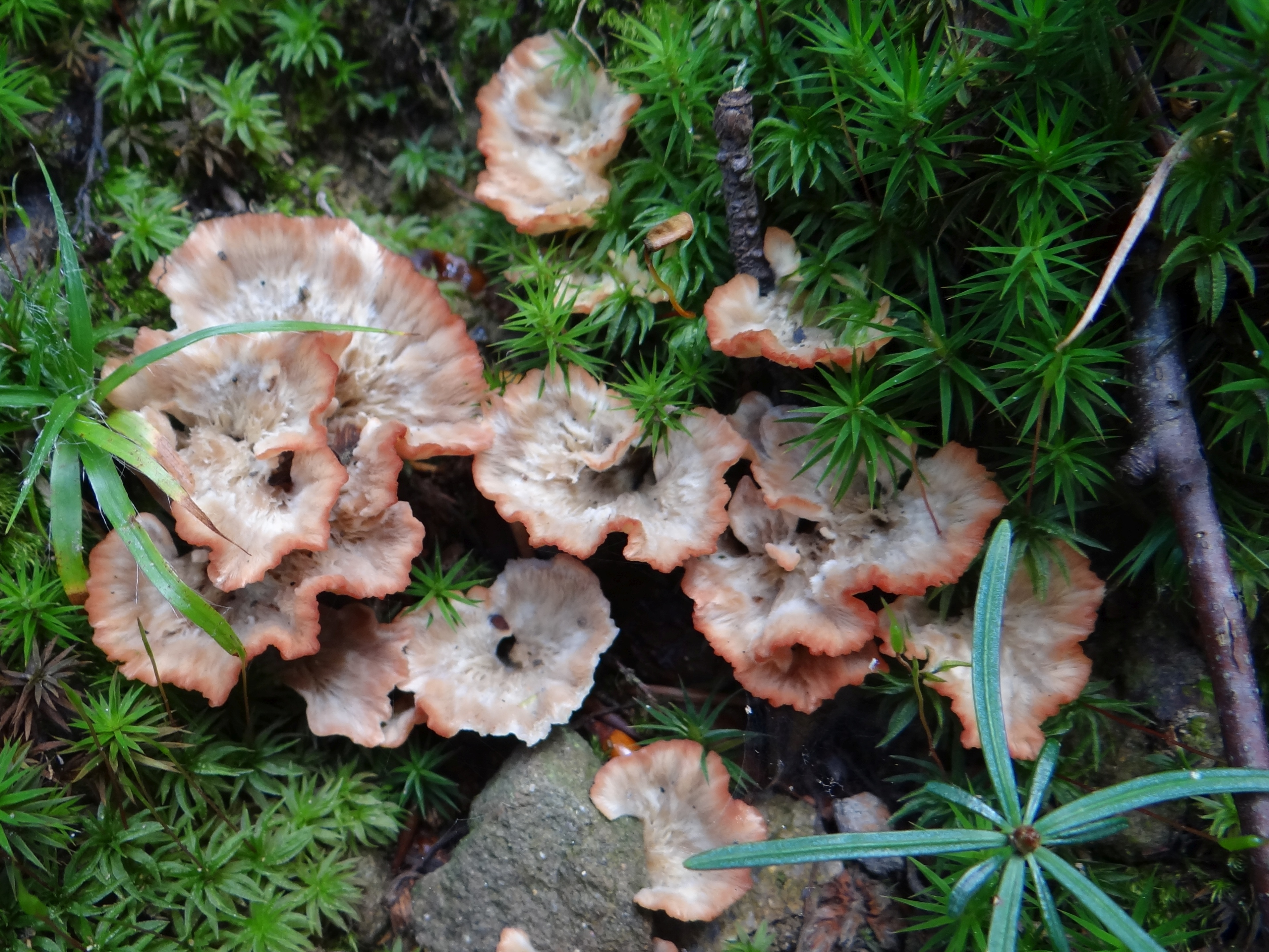
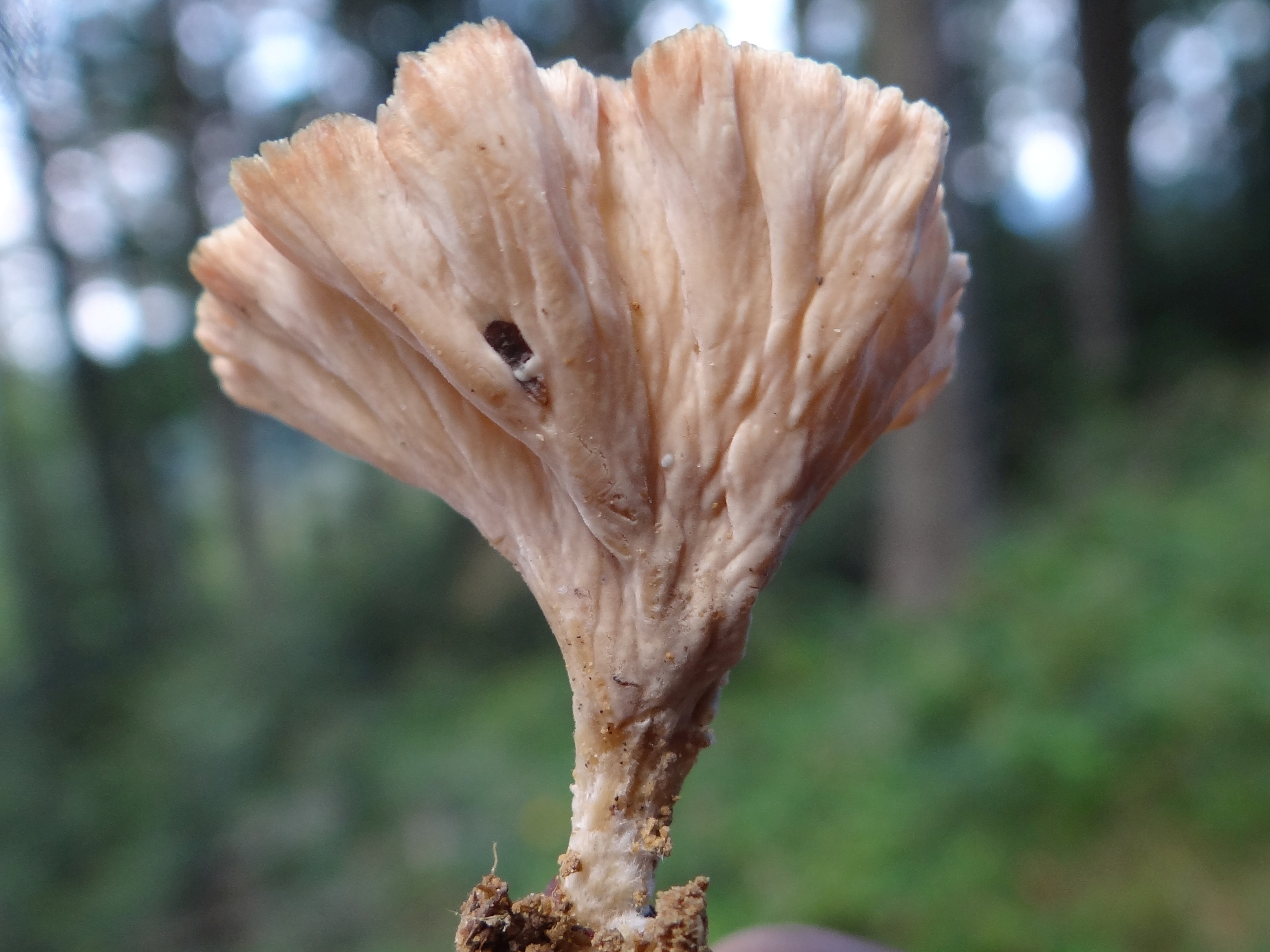
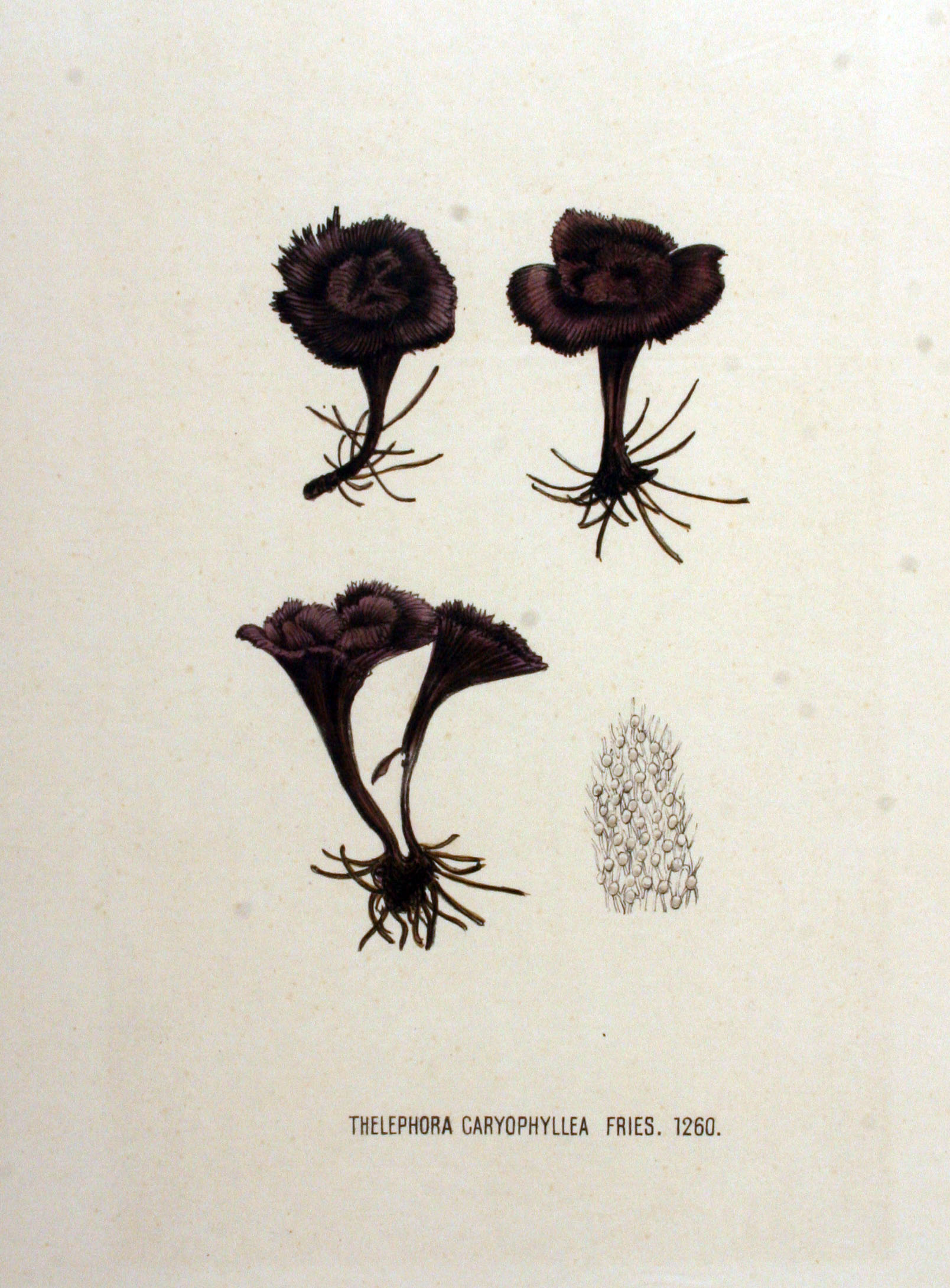

Nem ehető. 